# شيلتون روبنسون
شيلتون روبنسون (بالإنجليزية: Shelton Robinson)‏ هو لاعب كرة قدم أمريكية أمريكي، ولد في 14 سبتمبر 1960 في غولدزبورو في الولايات المتحدة.

## وصلات خارجية
- شيلتون روبنسون على موقع مرجع كرة القدم المحترفة.كوم (الإنجليزية)